# Wieringermeer
Wieringermeer (anhörenⓘ) ist ein Polder und eine ehemalige Gemeinde in den Niederlanden, Provinz Nordholland. Ihre Gesamtfläche betrug 307,77 km². Davon waren 112,79 km² Wasser (ein Teil des IJsselmeeres). Die Gemeinde hatte am 31. Dezember 2011 eine Einwohnerzahl von 12.565 Personen.
Die Gemeinde Wieringermeer ist am 1. Januar 2012 zusammen mit den Gemeinden Anna Paulowna, Niedorp und Wieringen zur Gemeinde Hollands Kroon fusioniert.

## Orte
In der Gemeinde lagen folgende Dörfer (in Klammern die ungefähre Einwohnerzahl):
- Wieringerwerf (5600 Einwohner), Sitz der Gemeindeverwaltung
- Middenmeer (3100)
- Slootdorp (1250)
- Kreileroord (600)

## Lage und Wirtschaft
Wieringermeer liegt im Nordosten der Provinz, zwischen der ehemaligen Insel Wieringen im Norden, dem IJsselmeer im Osten und Medemblik im Süden.
Die Autobahn A7 Amsterdam – Hoorn – Abschlussdeich – Leeuwarden durchquert den Polder. Bei Middenmeer zweigt eine Fernstraße (keine Autobahn) nach Alkmaar und Haarlem ab.
Die nächsten Bahnhöfe sind ziemlich weit entfernt, nämlich in Den Helder und Hoorn.
Der Polder kam erst nach dem Zweiten Weltkrieg richtig in Entwicklung. Deswegen gibt es hier ziemlich weiträumige, moderne Bauernhöfe. Die Landwirtschaft ist denn auch der wichtigste Wirtschaftsfaktor der Gemeinde.

## Geschichte
Das Gebiet der Gemeinde war ein zum Teil mit Urwald bedecktes, zum Teil mooriges, dünnbesiedeltes Land, bis der Gau Wiro im Jahr 1066 zum Teil durch das Meerwasser verschlungen wurde. Der Rest wurde um 1300 vom selben Schicksal getroffen.
Im Rahmen der Zuiderzeewerke wurde in den 1920er-Jahren mit der Einpolderung dieses Wassergebietes angefangen. Am 10. Februar 1930 wurden zwei Pumpwerke in Den Oever (Gemeinde Wieringen) und Medemblik in Betrieb genommen. Das vorher schon von einem Deich umringte Gebiet fiel am 21. August 1930 trocken. Schon bald begann der Bau von Dörfern und einzelnen Bauernhöfen. Das jüdische Werkdorp, westlich von Slootdorp, wurde 1934 gegründet und ist eines der ältesten noch erhaltenen Gebäude im Polder.
Am 1. Juni 1941 wurde der bis dann von Beamten aus Den Haag verwaltete Polder offiziell zu einer Gemeinde.
Eine Katastrophe traf Wieringermeer im Zweiten Weltkrieg. Gegen den Willen der höchsten Stellen des Deutschen Reiches sprengten Soldaten der deutschen Besatzungstruppen (um eine Landung alliierter Fallschirmjäger zu erschweren) am 17. April 1945 den Seedeich des Polders. Zuvor war die Bevölkerung durch die deutsche Wehrmacht evakuiert worden. Nach der Sprengung des Deiches drangen große Wassermassen mit Wucht in den Polder und zerstörten alle Häuser und Straßen. Auch einiges Vieh verendete. Sofort nach der Befreiung am 5. Mai wurde mit dem Wiederaufbau begonnen. Bereits am 11. Dezember 1945 war der Polder wieder trocken. Das nordöstlichste Eck wurde dann bewaldet.
Ab 1947 entwickelte sich Wieringermeer zu einem modernen Landwirtschaftsgebiet. Um 1998 wurde noch ein kleines Stück IJsselmeer eingedeicht für ein Kleingewerbegebiet. Im Jahr 2005 wurde von den Provinz- und Gemeindebehörden, zusammen mit dem benachbarten Wieringen, beschlossen, den nördlichsten Streifen Land wieder dem Wasser preiszugeben. Es soll in den nächsten Jahren ein Wassersport- und Naherholungsgebiet entstehen (Wieringerrandmeer: Wieringer Randsee).

## Politik

### Sitzverteilung im Gemeinderat
| Partei                          | Sitze | Sitze | Sitze | Sitze |
| Partei                          | 1998  | 2002  | 2006  | 2010  |
| ------------------------------- | ----- | ----- | ----- | ----- |
| CDA                             | 5     | 4     | 4     | 3     |
| VVD                             | 3     | 4     | 2     | 3     |
| Progressief Wieringermeer       | 1     | 2     | 2     | 2     |
| Onafhankelijk Wieringermeer '04 | —     | —     | 1     | 2     |
| Gemeentebelangen Wieringermeer  | 3     | 2     | 2     | 2     |
| PvdA                            | 3     | 2     | 3     | 2     |
| ChristenUnie                    | —     | 1     | 1     | 1     |
| Gesamt                          | 15    | 15    | 15    | 15    |

## Persönlichkeiten
- Pieter Baas (1944–2024), Botaniker